# Mordellaria aurofasciata
Mordellaria aurofasciata is een keversoort uit de familie spartelkevers (Mordellidae). De wetenschappelijke naam van de soort is voor het eerst geldig gepubliceerd in 1837 door Comolli.